# Beglaubigung

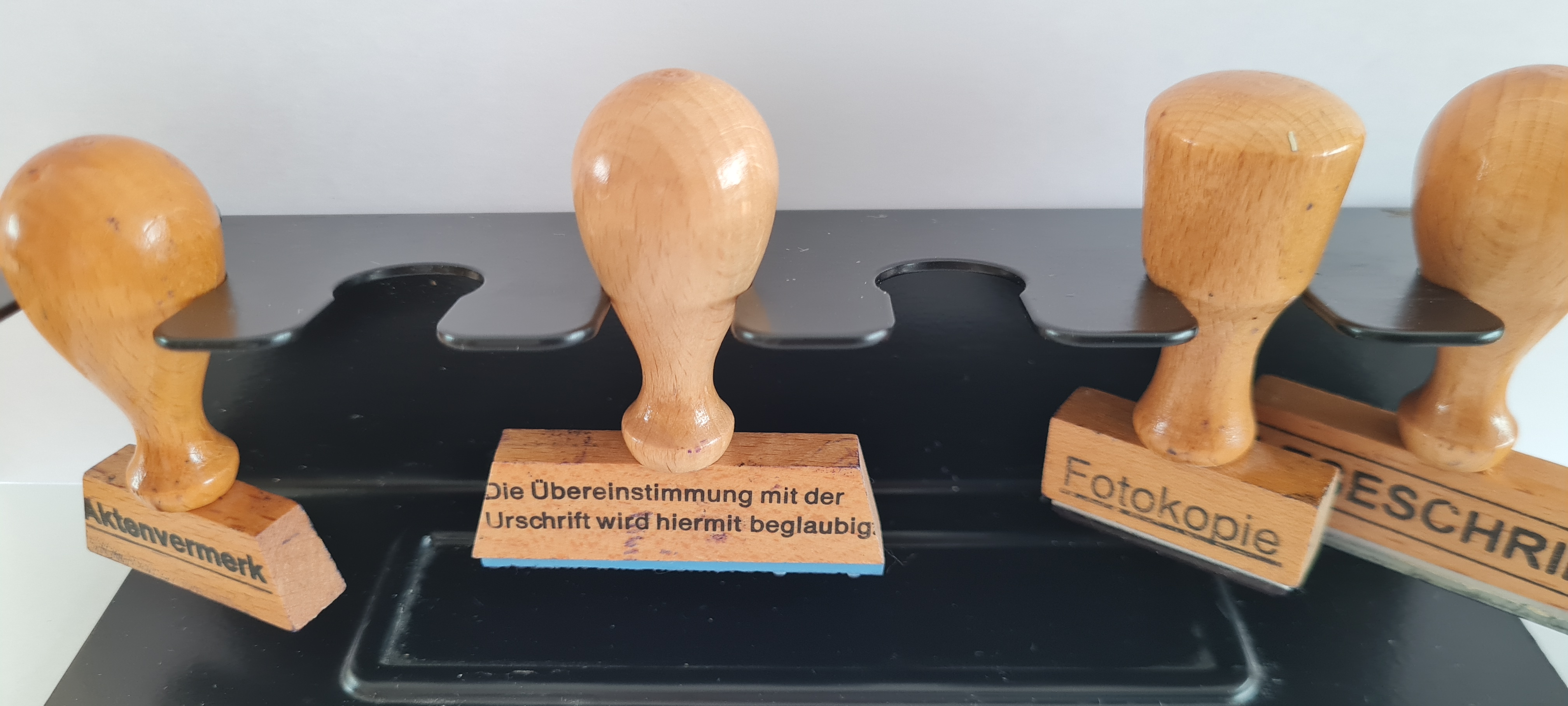
Handstempel zur Anfertigung von beglaubigten Abschriften

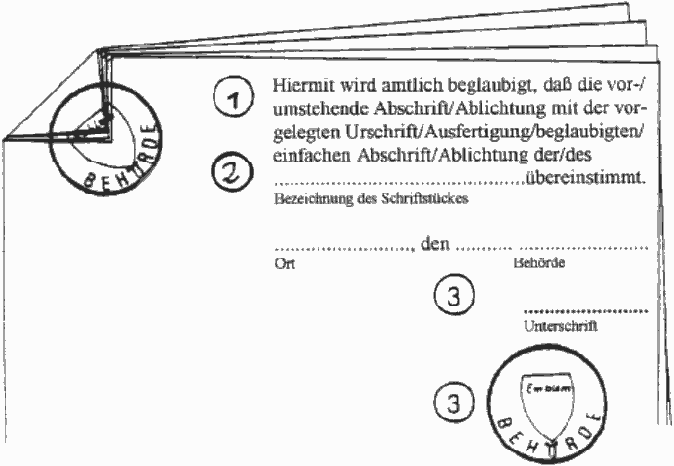
Abschriftsbeglaubigung eines mehrseitigen Schriftstücks (Muster) mit Schuppung

Die Beglaubigung ist eine amtliche Bescheinigung der Richtigkeit einer Unterschrift oder Abschrift, als öffentliche Beglaubigung durch einen Notar oder als amtliche Beglaubigung durch eine andere landesrechtlich hierzu ermächtigte Behörde. Es ist allgemein eine Bescheinigung, dass Zweitschriften mit dem Original übereinstimmen und speziell im Rechtsverkehr ein gesetzliches Formerfordernis, wonach Unterschriften in bestimmten Verträgen oder Urkunden durch öffentliche Beglaubigung vor einem Notar geleistet werden müssen.
Von der Beglaubigung ist die Beurkundung zu unterscheiden. Bei der Beglaubigung wird lediglich die Unterschrift oder die Abschrift eines Dokuments beglaubigt, hingegen bezieht sich die Beurkundung ebenfalls auf den Inhalt des Schriftstückes.

## Allgemeines
Gesetzliche Formerfordernisse bilden eine Ausnahme, damit der Rechtsverkehr nicht unnötig erschwert wird. Deshalb sind weite rechtliche Bereiche des täglichen Lebens formfrei, insbesondere der Kaufvertrag. Es gibt jedoch einige Ausnahmen, bei denen das Gesetz ausdrücklich eine öffentliche Beglaubigung vorsieht. Dann erfüllt sie eine
- Warnfunktion: Der Erklärende soll wegen der Risiken des Geschäfts vor übereilten Bindungen geschützt werden und eine
- Beweisfunktion: Die Form soll beweiskräftig klarstellen, ob und mit welchem Inhalt das Geschäft durch Echtheitsnachweis der Unterschriften rechtswirksam zustande gekommen ist.

## Öffentliche Beglaubigung
Zu unterscheiden ist hierbei zwischen der Beglaubigung von Unterschriften und von Abschriften.

### Unterschriften
Ist durch Gesetz für eine Erklärung die öffentliche Beglaubigung vorgeschrieben, so muss die Erklärung schriftlich abgefasst und die Unterschrift des Erklärenden von einem Notar beglaubigt werden (§ 129 BGB). Diese Vorschrift setzt Schriftform für die Erklärung voraus. In § 126 Abs. 1 BGB wird ferner bestimmt, dass bei einer Schriftformerfordernis das bloße Handzeichen notariell zu beglaubigen ist. Der Notar soll Unterschriften oder Handzeichen nur beglaubigen, wenn diese in seiner Gegenwart vollzogen wurden. Notarielle Beglaubigung ist das Zeugnis darüber, dass die Unterschrift oder das Handzeichen in Gegenwart eines Notars zum angegebenen Zeitpunkt von dem Erklärenden vollzogen oder anerkannt worden ist (§ 39, § 40 BeurkG). Sie bestätigt ferner, dass die im Beglaubigungsvermerk namentlich aufgeführte Person und der Erklärende identisch sind.
Die Beglaubigung bezieht sich jedoch nur auf die Echtheit der Unterschrift und etwaige Vertretungsberechtigungen, nicht dagegen auf den Urkundeninhalt. Nach § 40 Abs. 5 BeurkG ist deshalb auch die Beglaubigung einer Blankounterschrift, also ohne jeglichen darüber stehenden Text, zulässig. Eine öffentliche Beglaubigung als solche gewährleistet, dass die Unterschrift auf einer Urkunde vom angegebenen Aussteller stammt. Davon zu unterscheiden ist aber die Beweiskraft einer solchen nachträglich geänderten Urkunde. Für die Änderung gilt nicht die Vermutung des § 440 Abs. 4 ZPO, wonach auch der über der Unterschrift stehende Text von demjenigen herrührt, dessen Unterschrift beglaubigt ist. Öffentliche Urkunde im Sinne des § 415 ZPO ist nur der Beglaubigungsvermerk, die abgegebene Erklärung selbst ist eine Privaturkunde.
Seit 1. Juli 2005 sind ebenfalls die Urkundspersonen der Betreuungsbehörde für die Beglaubigungen von Unterschriften oder Handzeichen unter Vorsorgevollmachten und Betreuungsverfügungen zuständig (§ 6 Abs. 2 BtBG).
In Hessen ist auch der Ortsgerichtsvorsteher nach § 13 Hessisches Ortsgerichtsgesetz zur öffentlichen Beglaubigung von Unterschriften befugt. 
In Rheinland-Pfalz ist gesetzlich bestimmt, dass öffentliche Beglaubigungen auch durch Ortsbürgermeister, Gemeinde- und Kreisverwaltungen durchgeführt werden dürfen (§ 2 Beglaubigungsgesetz Rheinland-Pfalz).

### Abschriften
Bei der Beglaubigung einer Abschrift wird die Übereinstimmung mit der Hauptschrift bestätigt. Die Hauptschrift kann Urschrift, ihrerseits beglaubigte Abschrift oder eine Ausfertigung sein. Mit der Beglaubigung wird öffentlich bestätigt, dass eine Abschrift inhaltlich mit der Vorlage (Urschrift) identisch ist. Diese Beglaubigung bescheinigt nicht zugleich die Echtheit oder Gültigkeit der Vorlage, sondern lediglich die inhaltliche Übereinstimmung zwischen der Vorlage und der Abschrift. Eine beglaubigte Kopie einer Kopie der Urschrift/des Originals ist indes nicht möglich.
Der Beglaubigungsvermerk enthält
- die Feststellung, dass die beglaubigte Abschrift/Kopie mit dem vorgelegten Schriftstück übereinstimmt,
- die genaue Bezeichnung des Schriftstückes, dessen Abschrift/Kopie beglaubigt wird (außer der Beglaubigungsvermerk wird auf der Kopie selbst angebracht),
- den Ort und den Tag der Beglaubigung, die Unterschrift des die Beglaubigung durchführenden Notars und das Dienstsiegel.

### Urkundspersonen
1. Notare
2. Die Länder sind befugt, durch Gesetz die Zuständigkeit für die öffentliche Beglaubigung von Abschriften oder Unterschriften anderen Personen oder Stellen zu übertragen. Beispielsweise geschehen in Rheinland-Pfalz durch das Landesgesetz über die Beglaubigungsbefugnis (§ 2 BeglG).

## Amtliche Beglaubigung
Von der öffentlichen Beglaubigung ist die amtliche Beglaubigung zu unterscheiden. Solche Beglaubigungen dienen dazu, die Beweiskraft von Unterlagen bei der Vorlage bei einer Behörde zu bescheinigen. Die Rechtsgrundlage für die amtliche Beglaubigung von Abschriften und Unterschriften ist in den § 33 und § 34 des Verwaltungsverfahrensgesetzes (VwVfG) des Bundes bzw. in den Parallelbestimmungen der Bundesländer zu finden. Im Sozialrecht sind die Parallelbestimmungen die § 29, § 30 Zehntes Buch Sozialgesetzbuch (SGB X). Die Beglaubigungsfähigkeit ist teilweise in Landesgesetzen unterschiedlich geregelt. So sieht etwa § 34 Verwaltungsverfahrensgesetz für Baden-Württemberg vor, dass die durch Rechtsverordnung bestimmten Behörden zur Unterschriftsbeglaubigung befugt sind.
Amtlich beglaubigen können stets nur siegelführende Behörden, weil das Dienstsiegel nach § 33 Abs. 3 Nr. 4 VwVfG zur Rechtswirksamkeit einer amtlichen Beglaubigung erforderlich ist. Ohne Siegel ist eine amtliche Beglaubigung nichtig. Zu den siegelführenden Stellen gehören insbesondere Gemeindeverwaltungen, Landkreise und untere Verwaltungsbehörden (z. B. Ortsbürgermeister und Ortsvorsteher), Ortsgerichtsvorsteher in Hessen (§ 13 OGerG) und Ortsbürgermeister und Gemeindeverwaltungen in Rheinland-Pfalz (§ 2 BeglG), Stadtverwaltungen (Rathaus), Kreisverwaltungen, Behörden, Polizei, Gerichte oder öffentlich-rechtlich organisierte Kirchen. Die nach Landesrecht als Behörden geltenden Vorstände der öffentlich-rechtlich organisierten Sparkassen können unterschriebene und mit ihrem Dienstsiegel versehene öffentliche Urkunden ausstellen, sofern sie die Urkunden selbst erstellt haben. Nach den meisten Sparkassengesetzen der Länder sind die Sparkassen siegelberechtigt (z. B. §§ 23, 10 Sparkassengesetz Baden-Württemberg).
Das Landesrecht ist teilweise uneinheitlich, sodass eine genaue Prüfung im Einzelfall zu empfehlen ist. Die Beglaubigung ist ordnungsgemäß, wenn der Beglaubigungsvermerk mit einem Dienstsiegel versehen ist und der Vermerk vom Beglaubigenden unterschrieben wurde. Eine Beglaubigung durch diese Institutionen genügt nicht der Formvorschrift des § 129 BGB, weil hierin öffentliche Beglaubigung (und nicht amtliche Beglaubigung) verlangt wird. Nicht anerkannt werden Beglaubigungen von Rechtsanwälten, Vereinen, Wirtschaftsprüfern, Buchprüfern (auch wenn sie ein Siegel führen).

### Beglaubigung von Personenstandsurkunden
Eine Besonderheit besteht für Beglaubigungen von Personenstandsurkunden. § 2 Abs. 1 PStG Beurkundungen und Beglaubigungen für Zwecke des Personenstandswesen werden im Standesamt nur von hier bestellten Urkundspersonen (Standesbeamten) vorgenommen. Gleiches gilt für die Ausstellung von Personenstandsurkunden und sonstigen öffentlichen Urkunden. Die Zuständigkeit der Notare, anderer Urkundspersonen oder sonstiger Stellen für öffentliche Beurkundungen und Beglaubigungen bleibt unberührt. Geburts-, Ehe- und Sterbeurkunden sowie beglaubigte Abschriften aus dem Geburten-, Ehe- oder Sterberegister des Standesamts, denen dieselbe Beweiskraft wie dem Original selbst zukommen soll (§ 54 Abs. 2 PStG), kann nach § 55 Abs. 2 PStG nur der jeweils zuständige Standesbeamte erstellen (elektronische Übermittlung an ein anderes Standesamt ist möglich). Zwar ist auch der Notar befugt, eine beglaubigte Abschrift aus dem Personenstandsbuch oder von Personenstandsurkunden auszustellen; diese gilt aber nicht als Personenstandsurkunde nach § 54 PStG, so dass ihr nicht dieselbe Beweiskraft wie dem Personenstandsbuch selbst oder einer durch den jeweils zuständigen Standesbeamten ausgestellten beglaubigten Abschrift  zukommt. Reicht der Notar eine öffentlich beglaubigte Kopie einer Personenstandsurkunde etwa beim Grundbuchamt ein, ist jedoch der Nachweis ordnungsgemäß erbracht. Die öffentliche Urkunde im Sinne des § 29 Abs. 1 Satz 2 GBO ist dann nämlich die durch Beglaubigung des Notars zur öffentlichen Urkunde gemachte Kopie der ordnungsgemäß ausgestellten Personenstandsurkunde.
Der Notar kann von Personenstandsurkunden nach § 20 Abs. 1 Satz 1 BNotO in Verbindung mit § 42 BeurkG nach den allgemeinen Grundsätzen beglaubigte Abschriften erstellen. Das Deutsche Notarinstitut geht in einem Gutachten davon aus, dass auch ein Notar befugt ist, beglaubigte Abschriften aus dem Personenstandsregister zu erstellen. Deren Beweiskraft erstrecke sich aber nur darauf, dass im Zeitpunkt der Erstellung der beglaubigten Abschrift das Original der Personenstandsurkunde vorhanden war und dass die Abschrift diesem Original entspreche. Die besondere Beweiskraft des § 54 PStG (also als Ersatz der Personenstandsbücher selbst) hätten diese notariell beglaubigten Abschriften nicht. Das BayObLG hatte in diesem Zusammenhang entschieden, dass „beglaubigten Ablichtungen von Personenstandsurkunden die Beweiskraft nach § 54 PStG fehlt; über ihre Richtigkeit kann das Nachlassgericht nach freier Überzeugung entscheiden. Nur bei Zweifeln an ihrer Richtigkeit ist die Vorlage von Urschriften der Personenstandsurkunden erforderlich.“

## Urkundspersonen
Der Kreis des zur Beglaubigung befugten Personenkreises ist gesetzlich eingeschränkt auf siegelführende Stellen. Zur Beglaubigung von Kopien sind in Deutschland folgende Personen berechtigt:
1. Notare,
2. Amtspersonen, die das Dokument ausgestellt haben bzw. bei denen es verwahrt wird,
3. sonstige Urkundspersonen (z. B. Urkundsperson des Jugendamtes, vgl. § 59 SGB VIII; der Urkundsbeamte der Geschäftsstelle eines Gerichts, vgl. § 169 ZPO, § 153 GVG),
4. Gemeindesekretäre oder vom Bürgermeister beauftragte Beamte oder Angestellte,
5. Stellen öffentlich-rechtlicher Religionsgesellschaften.[7]

## Formbedürftige Rechtsgeschäfte
Die öffentlich beglaubigte Form ist insbesondere bei Eintragungen und Anmeldungen zu öffentlichen Registern erforderlich. Anmeldungen zur Eintragung in das Handelsregister sind nach § 12 Abs. 1 HGB elektronisch in öffentlich beglaubigter Form einzureichen, dabei können Dienstsiegel elektronisch dargestellt werden. Ist eine Urschrift oder eine einfache Abschrift einzureichen oder ist für das Dokument die Schriftform bestimmt, genügt die Übermittlung einer elektronischen Aufzeichnung; ist eine öffentlich beglaubigte Abschrift oder ein notariell beurkundetes Dokument einzureichen, so ist ein mit einem einfachen elektronischen Zeugnis (§ 39a BeurkG) versehenes Dokument zu übermitteln (§ 12 Abs. 2 HGB). Die für eine wirksame elektronische Einreichung erforderliche Verwendung einer qualifizierten elektronischen Signatur (§ 39a Satz 2 und 3 BeurkG) ersetzt nur die Unterschrift des Notars.
In § 29 Abs. 1 GBO wird verlangt, dass Eintragungen ins Grundbuch nur aufgrund öffentlich beglaubigter Urkunden vorzunehmen sind. Der in § 29 GBO vorgeschriebene Nachweis der Eintragungsvoraussetzungen in urkundlicher Form soll die Übereinstimmung des Grundbuchinhalts mit der materiellen Rechtslage sicherstellen. Deshalb sollen die zur Eintragung materiell-rechtlich erforderlichen Erklärungen und Tatsachen dem Grundbuchamt durch öffentliche oder öffentlich beglaubigte Urkunden nachgewiesen werden. Bei einfachen Hypotheken- und Grundschuldbestellungen (ohne Unterwerfungserklärung), Abtretungen, Pfandentlassungen, Löschungsbewilligungen oder Auflassungsvormerkungen ist daher die öffentliche Beglaubigung formelle Eintragungsvoraussetzung. Zwar genügt für die Wirksamkeit einer Abtretung von Briefgrundschulden materiell-rechtlich die Schriftform (§ 1154 Abs. 1 BGB), doch ist für die Eintragungsfähigkeit dieser Abtretungserklärung eine öffentliche Beglaubigung erforderlich. Der Grundpfandrechtsgläubiger hat jedoch das Recht, notfalls auf Beglaubigung zu klagen (§ 1154 Abs. 1 Satz 2 BGB). Nach formellem Grundbuchrecht ist jeweils die Eintragungsbewilligung zu beglaubigen. Durch den Unterzeichner vorgenommene nachträgliche Textänderungen wahren die Form des § 29 GBO, weil sich die Beglaubigung nicht auf den Textinhalt bezieht. Bei behördlichen Eintragungsanträgen (etwa Zwangsversteigerungsvermerk) genügt ausnahmsweise die mit einem Dienstsiegel versehene unterzeichnete Urkunde (§ 29 Abs. 3 GBO). Einzige Ausnahme vom generellen Beglaubigungszwang bildet der beurkundungspflichtige Grundstückskaufvertrag. Während der Beglaubigungszwang vom formellen (Grundbuch-)Recht herrührt, beruht der Beurkundungszwang bei Grundstückskaufverträgen auf materiellem Recht (§ 311b BGB).

## Rechtsfolgen
Das Gesetz knüpft an das Erfordernis der Unterschriftsbeglaubigung eine wesentliche Rechtsfolge. Mangelt es an der vorgeschriebenen Beglaubigung, sind die abgeschlossenen Verträge wegen Formmangels nichtig, entfalten also von Anfang an keinerlei Rechtswirkungen. Ist das bloße Handzeichen unter einem schriftformbedürftigen Vertrag nicht notariell beglaubigt, so ist der zugrunde liegende Vertrag wegen Formmangels ebenfalls nichtig (§ 125, § 126 BGB). Fehlt es an der erforderlichen Beglaubigung bei Eintragungen ins Grundbuch, darf von Amts wegen nicht eingetragen werden (Umkehrschluss aus § 29 Abs. 1 GBO). Der mit der Eintragung verfolgte Zweck, eine dingliche Rechtsänderung herbeizuführen, wird dann mangels Eintragungsfähigkeit nicht erreicht. Eine Heilungsmöglichkeit, wie sie teilweise bei Schriftform- und Beurkundungsmängeln besteht, ist für fehlende Beglaubigungen nicht vorgesehen.

## Sonstiges
Rechtsanwälte können Abschriften zuzustellender Schriftstücke beglaubigen (§ 169 Abs. 2 Satz 2 ZPO), wobei Zustellung die Bekanntgabe eines Dokuments an eine Person in der in den §§ 166 ff. ZPO bestimmten Form ist (§ 166 Abs. 1 ZPO). Solche Schriftstücke sind etwa Klageschriften, die dem Beklagten in Abschrift förmlich zuzustellen sind (§ 253 Abs. 1, 5 ZPO). Mit seiner Beglaubigung bezeugt der Rechtsanwalt, dass die dem Gegner zuzustellende Abschrift mit der Urschrift übereinstimmt. Wird nur eine einfache Abschrift eingereicht, etwa wenn der Kläger nicht anwaltlich vertreten ist, nimmt das Gericht die Beglaubigung vor (§ 169 Abs. 2 ZPO). Eine amtliche oder öffentliche Beglaubigung liegt in der rechtsanwaltlichen Beglaubigung indessen nicht, zumal ein Rechtsanwalt als solcher keine staatliche Stelle ist.
Im alltäglichen Sprachgebrauch wird auch der Vollständigkeits- und Richtigkeitsvermerk einer Übersetzung durch den Urkundenübersetzer, zumeist ein von den Oberlandesgerichten (in Deutschland) Ermächtigter Übersetzer, Notar oder Konsul als Beglaubigung bezeichnet. Der Beglaubigungsvermerk unter der Urkunde stellt ein einfaches Zeugnis dar. Die Beglaubigung von Urkunden im internationalen Rechtsverkehr wird auch Legalisation genannt.
In alten Dokumenten ist eine Beglaubigung oft mit 'vdt.' (von lateinisch vidit ‚er hat gesehen‘) vermerkt.

## Österreich
- Notare
- Bezirksgerichte